# 身聖
身聖（1196年十月—十一月）金朝契丹族起事領袖耶律德壽的年號，前後共2個月。

## 改元
- 1196年——十月，契丹人德壽、陀鎖等反金，建元身聖。[2]十一月十五日，德壽等人被捕。[3]

## 西曆紀年對照表
| 身聖 | 元年   |
| ---- | ------ |
| 公元 | 1196年 |
| 干支 | 丙辰   |

## 同期存在的其他政权年號
- 中國
  - 明昌（1190年－1196年）：金—金章宗完顏璟之年號
  - 承安（1196年－1200年）：金—金章宗完顏璟之年號
  - 慶元（1195年－1200年）：宋—宋宁宗赵扩之年號
  - 天禧（1178年－1211年）：西遼—遼末主耶律直魯古之年號
  - 天慶（1194年－1206年）：西夏—夏桓宗李純祐之年號
  - 定安（1195年－1200年）：大理—段智興之年號
- 越南
  - 天資嘉瑞（1186年－1202年）：李朝—李高宗李龍翰之年號
- 日本
  - 建久（1190年－1199年）: 後鳥羽天皇與土御門天皇之年號

## 深入閱讀
- 李崇智. . 北京: 中華書局. 2004年12月. ISBN 7101025129.

## 參看
- 中國年號索引